# Microrregión del Litoral Norte
La microrregión do Litoral Norte es una de las microrregiones del estado brasileño de Paraíba perteneciente a la mesorregión Zona Mata Paraibana. Su población fue estimada en 2006 por el IBGE en 135.467 habitantes y está dividida en once municipios. Posee un área total de 1.960,503 km².

## Municipios
- Baía de la Traição
- Gramíneas
- Cuité de Mamanguape
- Corral de Encima
- Itapororoca
- Jacaraú
- Mamanguape
- Marcação
- Mataraca
- Pedro Régis
- Río Tinto

- Datos: Q2383697